# كنيسة العهد الجديد الإنجيلية
كنيسة العهد الجديد الإنجيلية كنيسة كتابية مستقلة تعود جذورها إلى عام 2000م ولكنها تنظمت لأول مرة ككنيسة مستقلة في كانون الأول من عام 2004 بجهود القس غسان ن. حداد. تقع الكنيسة في عمان وتعتبر من ضمن عائلة الكنائس المعمدانية المستقلة في العالم والكنائس الحرة في أوروبا.
لدى كنيسة العهد الجديد الإنجيلية - عمان، كلية لاهوت باسم «الكلية اللاهوتية الكتابية في الأردن». "Biblical Theological Seminary of Jordan". ومنذ عام 2014 أصبح إسمها كنيسة الإيمان المعمدانية المستقلة - عمان.

## مؤسسيها
- القس غسان حداد (عام 2001)، وعام 2004 قام بتنظيمها بمساعدة القس ماثيو بارفيلد في عام 2004.

## رعاتها
- القس غسان نقولا. حداد، راعي للكنيسة المحلية منذ عام 2004 ولغاية عام 2014 وهو الراعي المساعد منذ عام 2015
- القس ماثيو بارفيلد، الراعي المساعد للكنيسة المحلية منذ عام 2004 وحتى عام 2007.
- القس بيل داب، الراعي المساعد للكنيسة المحلية منذ كانون الثاني 2009 ولغاية عام 2014
- القس أيسر مزاهرة، راعي الكنيسة منذ عام 2015 ولغاية شباط 2020
- القس غسان حداد، راعي الكنيسة منذ أذار 2020

## الكلية اللاهوتية الكتابية في الأردن
الكلية اللاهوتية الكتابية في الأردن هي كلية كتابية مستقلة وبنفس الوقت هو البرنامج التدريبي لكنيسة الإيمان المعمدانية المستقلة - عمان، والتي أطلقت عام 2002. الكلية الكتابية غير معترف بها محلياً، ولكنها حائزة على اعترافات كنسية دولية.